# Ток (головной убор)

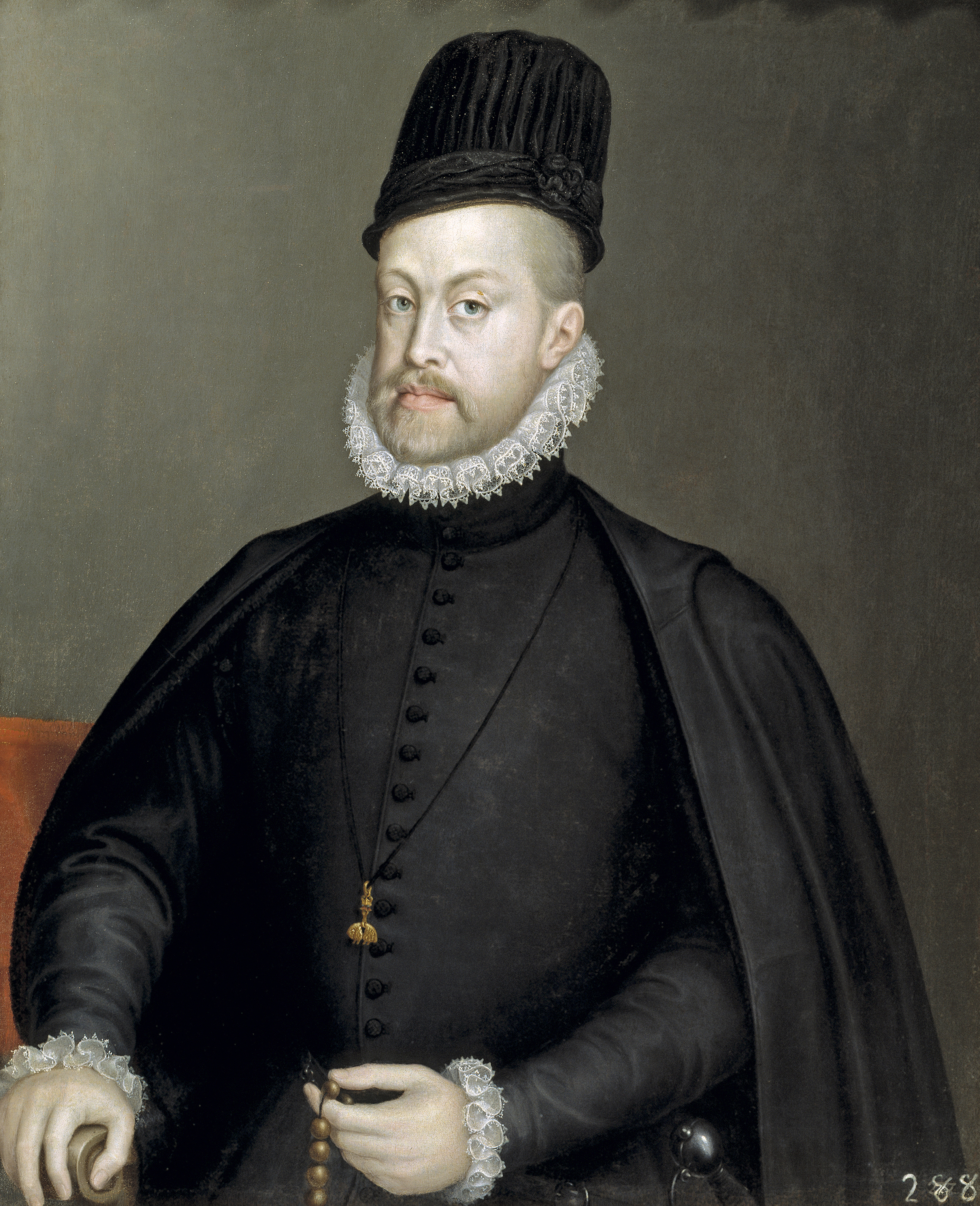
Филипп II (король Испании)

Тока, ток (фр. toque) — европейский головной убор жесткой формы, обычно с узкими слегка загнутыми кверху полями или без полей, популярный в XIII—XVI веках. Был частым дополнением к испанскому каркасному костюму. В последней четверти XVI века стал особенно модным головным убором во Франции. Как женский головной убор использовался в России в XIX веке. В профессиональном поварском сленге — название поварского колпака.

## В геральдике
Тока выступила особым и ранее не существовавшим видом внешних украшений в наполеоновской геральдике, заменивший в гербах созданного Наполеоном I нового дворянства прежние короны как символ того или иного титула. Тока увенчивала гербовый щит.

Герцогская тока в гербе маршала и герцога Первой Империи

Тока представляла собой чёрную бархатную шляпу, украшенную перьями; околыш и число перьев менялись согласно титулу:
- зелёный околыш и одно перо — для дворян (рыцарей Почётного легиона);
- околыш противобеличьего меха и три страусовых пера — для баронов;
- околыш противогорностаевого меха и пять страусовых пера — для графов;
- околыш горностаевого меха и семь страусовых перьев — для герцогов;
- околыш беличьего меха и семь же страусовых перьев — для принцев.

Токи были непопулярны уже в годы Первой империи и при реставрации Бурбонов в 1814 году были изъяты из геральдической практики и быстро забыты. Однако, они сохраняются до сих пор в гербах наполеоновского дворянства.

## Токи

Тока рыцаря
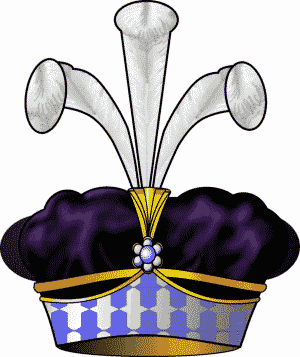
Тока барона
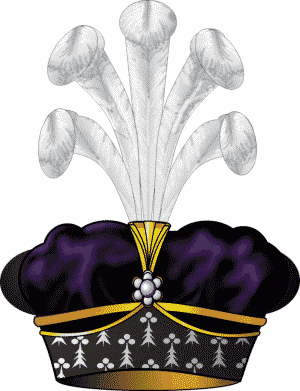
Тока графа
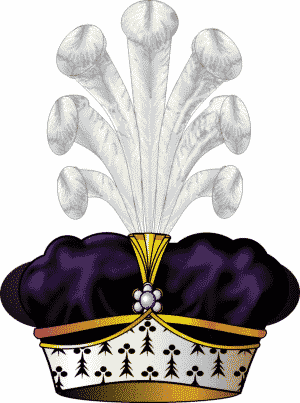
Тока герцога
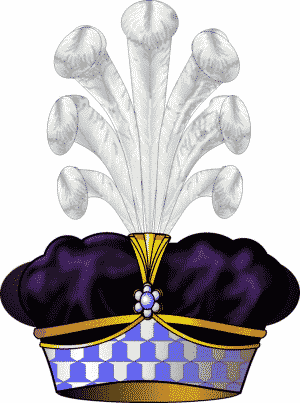
Тока принца